# 傑爾穆克

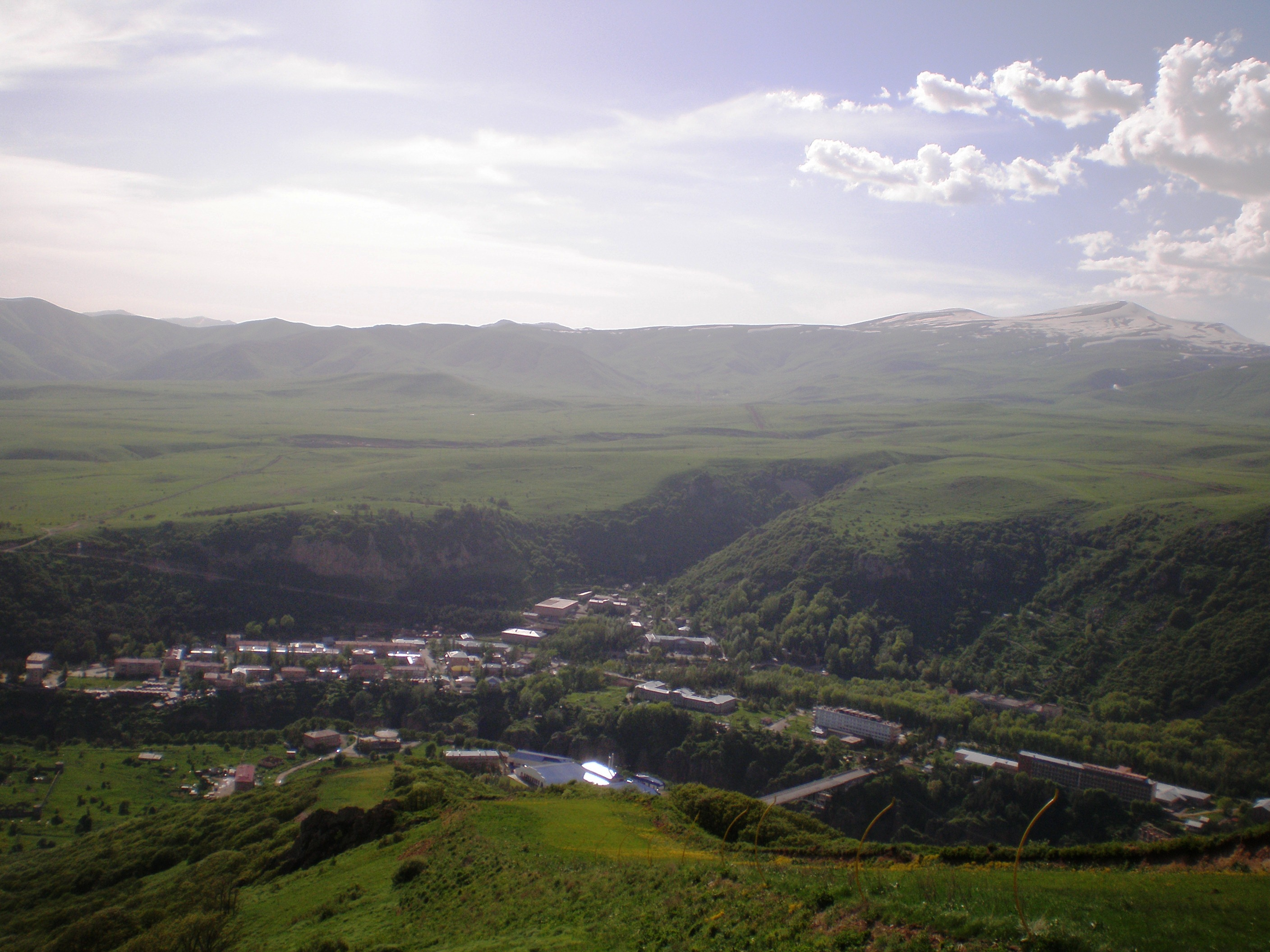

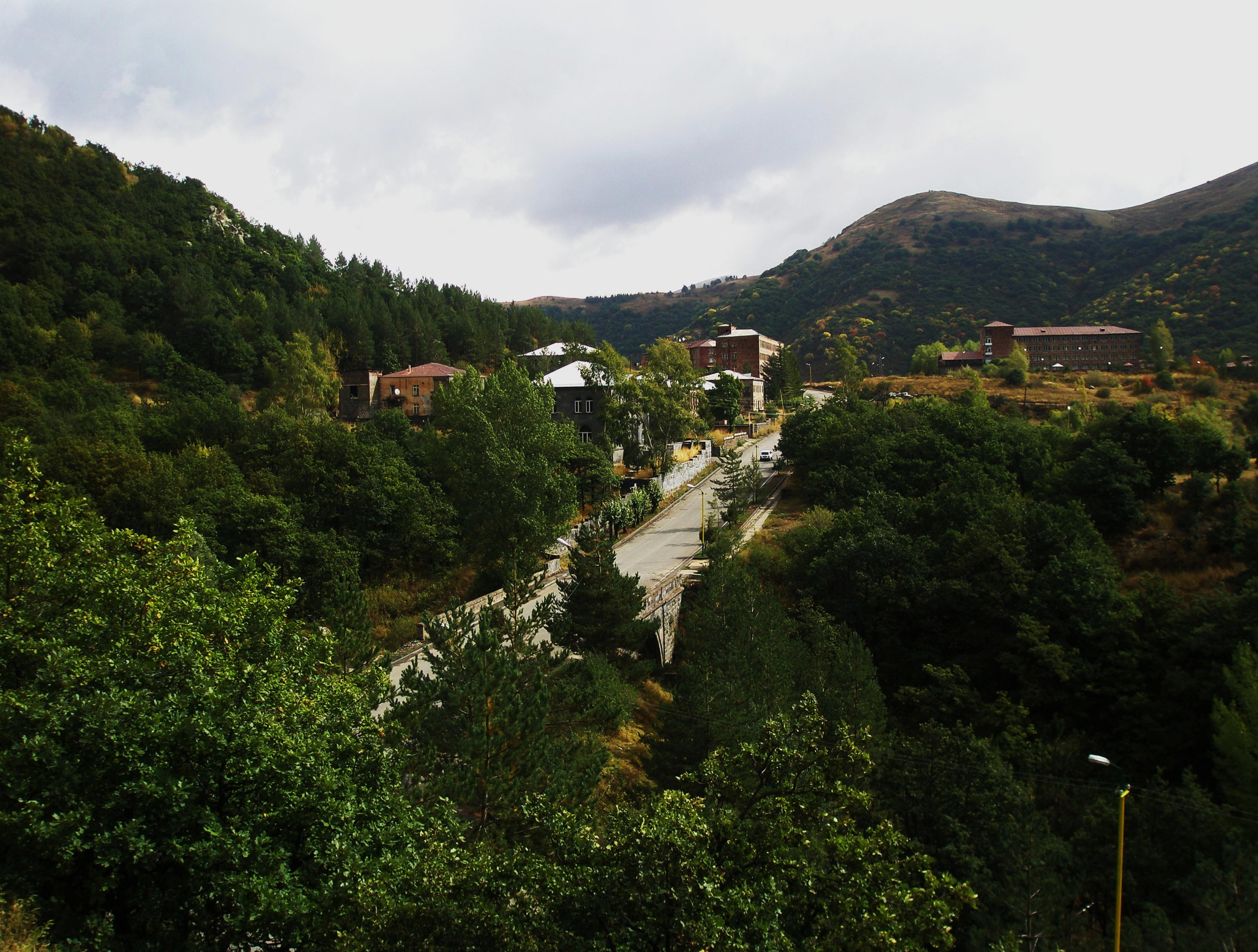

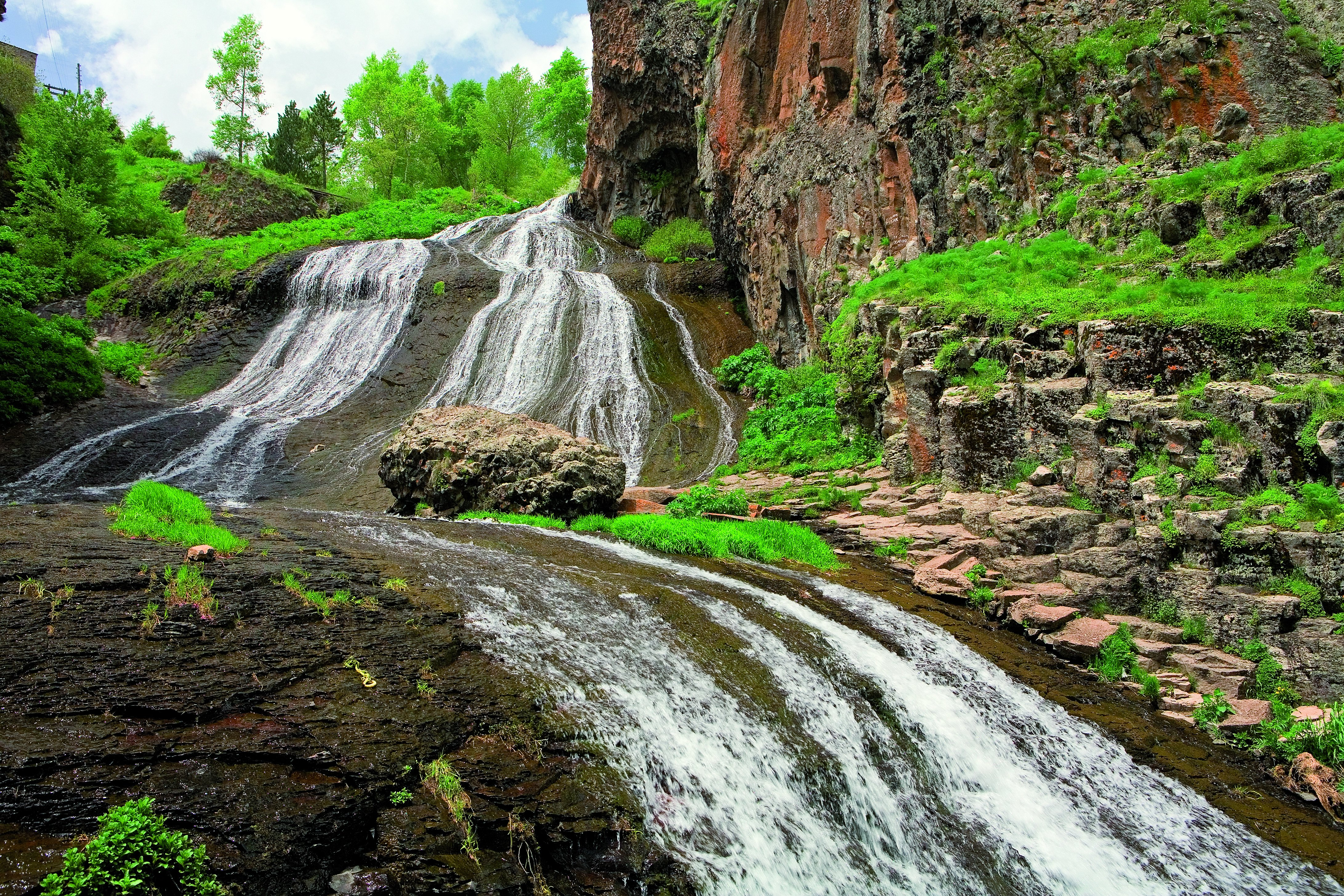

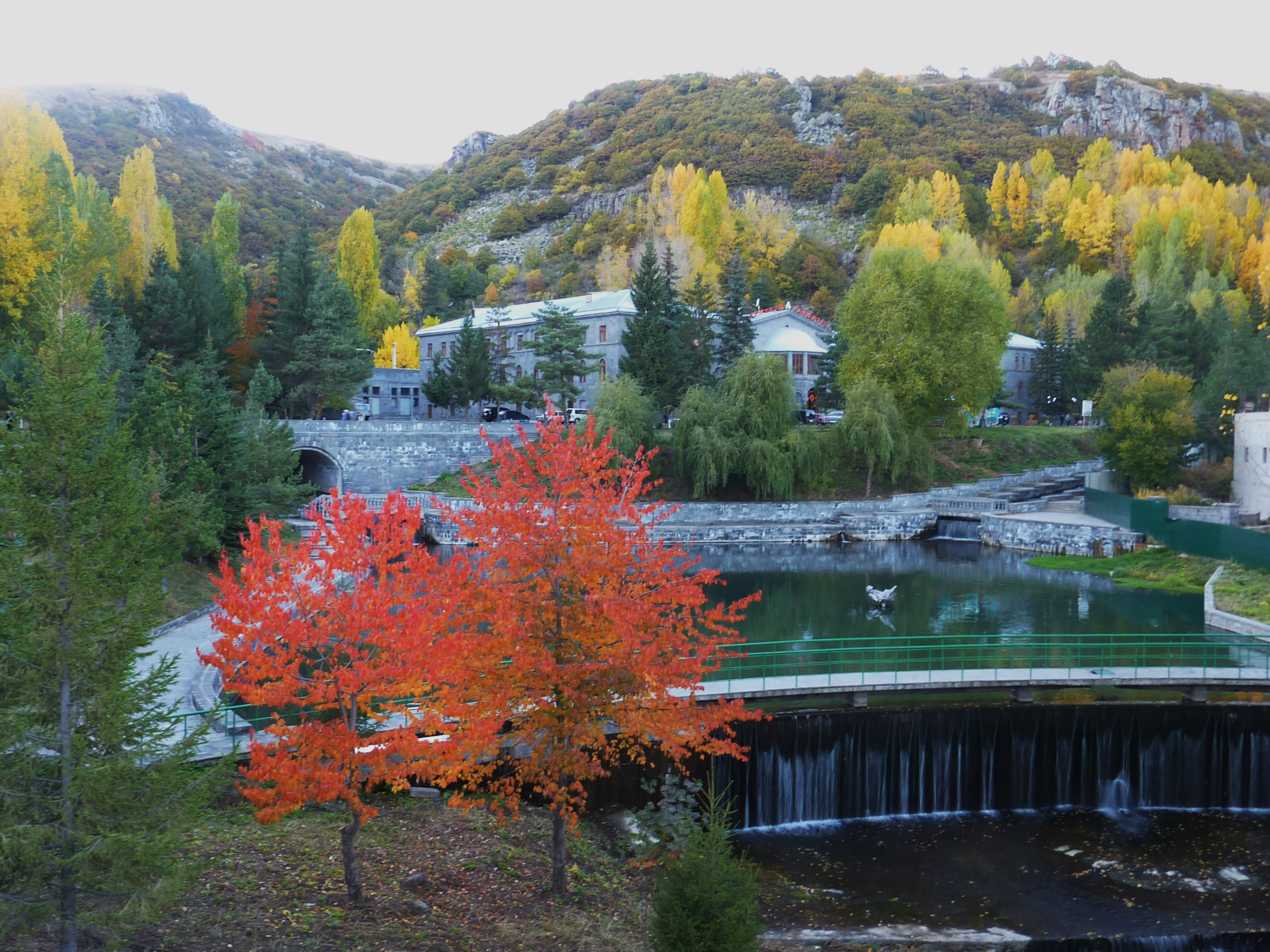

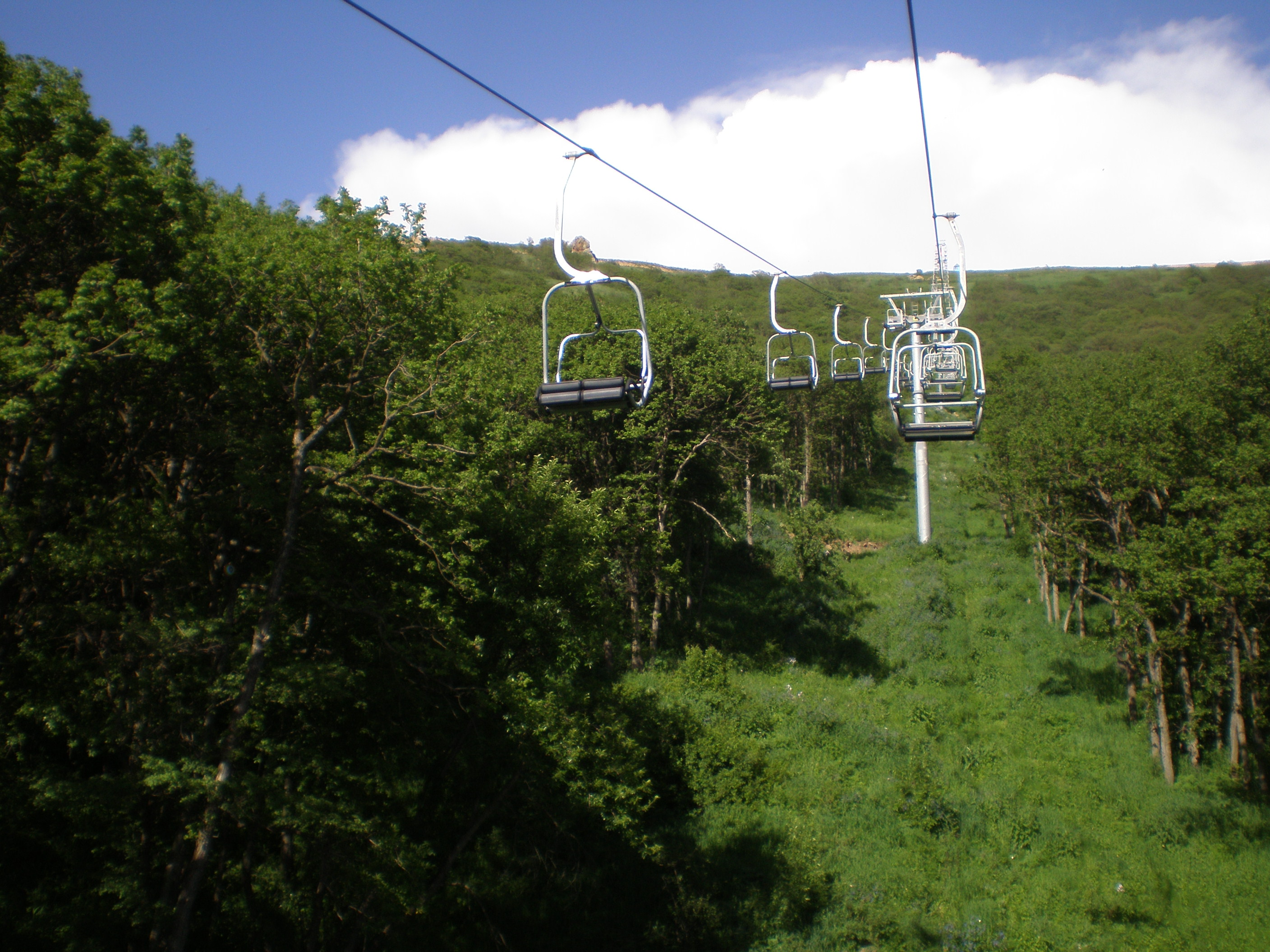

傑爾穆克（羅馬化：Jermuk）是亞美尼亞南部瓦約茨佐爾州的城鎮，距離首都葉里溫175公里，面積55.14平方公里，海拔高度2,080米，每年平均降雨量約800毫米，2009年人口6,200。
傑爾穆克以其鎮上的溫泉和瓶裝礦泉水品牌而聞名，在蘇聯時期即為旅遊及療養的熱門目的地之一。該地還正在建設成為一個主要的國際象棋中心，許多國際象棋比賽都安排在鎮上舉行。

## 外部連結
- Jermuk article on Armeniapedia （页面存档备份，存于）
- Jermuk （页面存档备份，存于）